# Roeslan Pimenov
Roeslan Valerjevitsj Pimenov (Russisch: Руслан Валерьевич Пименов) (Moskou, 25 november 1981) is een Russisch voormalig voetballer die speelde als aanvaller.

## Clubcarrière
Pimenov speelde het overgrote deel van zijn loopbaan voor Lokomotiv Moskou, waarvoor hij 17 keer doel trof in de Premjer-Liga. Bovendien werd Pimenov twee keer landskampioen van Rusland, in 2002 en 2004, en won even vaak de Russische voetbalbeker (2000, 2001). Die laatste twee trofeeën won Pimenov in feite tijdens zijn grote doorbraak bij Lokomotiv Moskou als jongeling. Door Lokomotiv werd hij tot twee keer toe verhuurd aan het Franse FC Metz (2005–2006). Van 2007 tot 2009 stond de aanvaller onder contract bij stadsrivaal Dinamo Moskou. In 2010 stopte hij definitief met voetballen bij Dinamo Minsk in buurland Wit-Rusland.

## Interlandcarrière
Pimenov was international in het Russisch voetbalelftal tussen 2001 en 2002. Hij speelde vier interlands, waarvan twee op het WK 2002 in Japan en Zuid-Korea. De troepen van bondscoach Oleg Romantsev waren meteen uitgeschakeld na de groepsfase, waarin ze een groep deelden met België. Pimenov was een van de jongste spelers van de selectie, met generatiegenoot Aleksandr Kerzjakov, en kreeg van Romantsev daadwerkelijk de kans om zich te tonen op het hoogste toneel. Rusland won haar eerste groepswedstrijd tegen Tunesië nog met 2–0, maar ging vervolgens twee keer onderuit. Pimenov speelde negentig minuten tegen de Tunesiërs. In de wedstrijd tegen Japan begon Pimenov opnieuw in de basis, maar hij werd aan de rust vervangen door Dmitri Sytsjov. Rusland verloor met 1–0 (doelpunt Junichi Inamoto). Tegen België – dat zou doorstoten en met 3–2 won door doelpunten van Johan Walem, Wesley Sonck en Marc Wilmots – kreeg Pimenov geen speelminuten.

## Persoonlijk leven
Zijn dochter Kristina Pimenova (°2005) is een bekend Russisch fotomodel. Pimenov heeft nog een andere dochter, Natalia.

## Erelijst
| Premjer-Liga           | 2x | 2002, 2004 |
| Russische voetbalbeker | 2x | 2000, 2001 |

1 Nigmatoellin ·
2 Kovtoen ·
3 Nikiforov ·
4 Smertin ·
5 Solomatin ·
6 Semsjov ·
7 Onopko  ·
8 Karpin ·
9 Titov ·
10 Mostovoj ·
11 Bjestsjastnik ·
12 Tsjertsjesov ·
13 Dajev ·
14 Tsjoegajnov ·
15 Alenitsjev ·
16 Kerzjakov ·
17 Semak ·
18 Sennikov ·
19 Pimenov ·
20 Izmailov ·
21 Chochlov ·
22 Sytsjov ·
23 Filimonov ·
Coach: Romantsev